# Jansplein

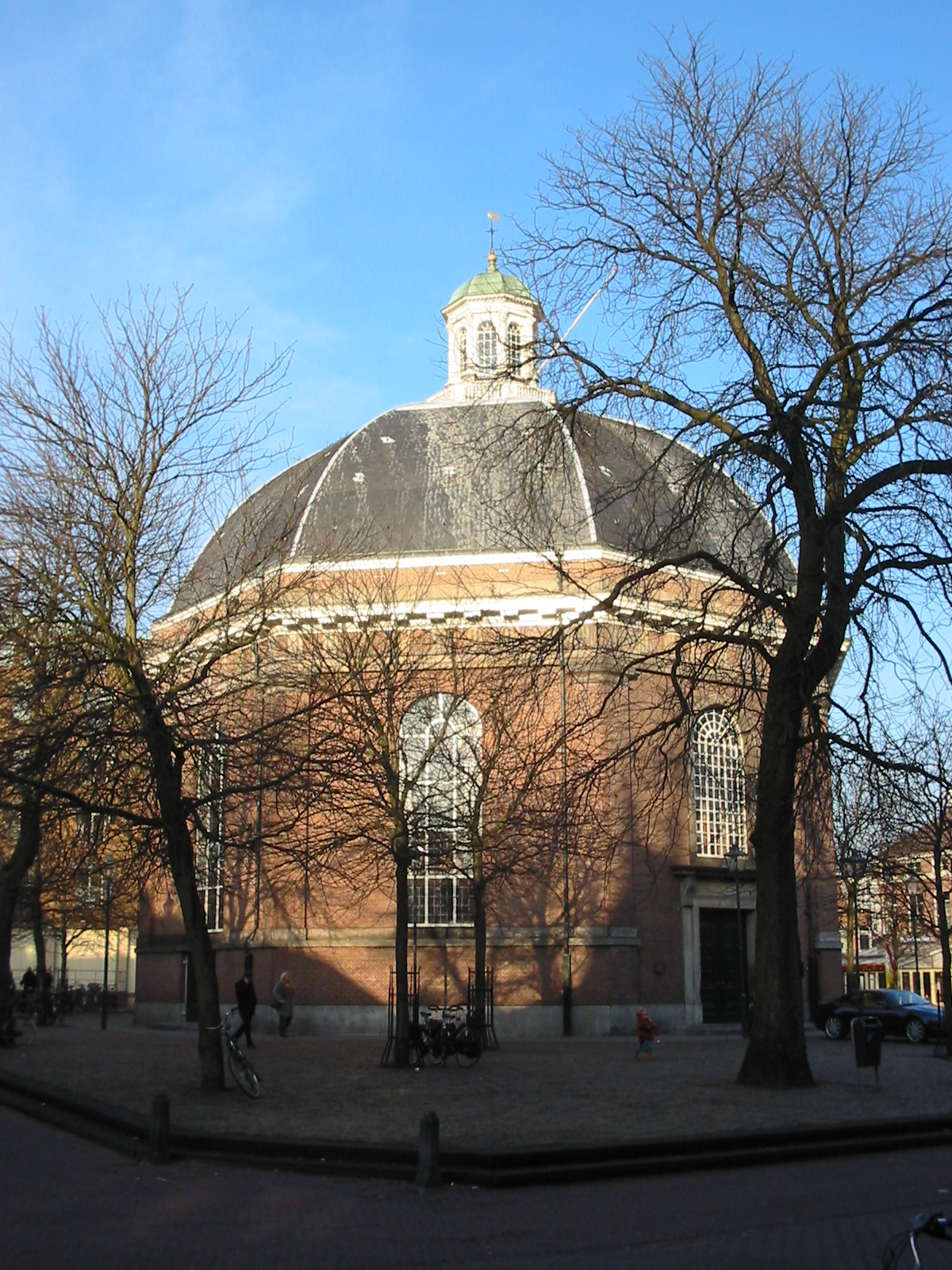
De Koepelkerk centraal op de Jansplein.

Het Jansplein is een plein in het centrum van de Nederlandse stad Arnhem. Op het plein was de Sint-Janskerk gelegen, waar het plein naar vernoemd is. De kerk is rond 1200 gebouwd en in 1425 uitgebreid, nadat in de kerk een brand had gewoed. Rond 1817 is de kerk afgebroken, omdat hij in slechte staat was. In 1838 werd op dezelfde locatie de Koepelkerk geopend. Het plein staat bekend om haar horecagelegenheden.
Aan het plein is ook het voormalige postkantoor gevestigd. Dit gebouw is ontworpen door rijksbouwmeester Cornelis Peters en in 1889 gerealiseerd.
Voorheen lag nabij de Jansplein de Janspoort aan de Jansstraat. Tegenwoordig ligt aan de noordzijde van het plein een doorgang naar het Gele Rijders Plein.
De Jansplein biedt plaats aan verschillende evenementen. Met Koningsdag en Hemelvaart vinden op de Jansplein evenementen plaats. Om de drukte op de markt te verminderen worden ook evenementen op een aantal andere locaties in Arnhem georganiseerd.